# Cymbiola laminusa
Cymbiola laminusa is een slakkensoort uit de familie van de Volutidae. De wetenschappelijke naam van de soort is voor het eerst geldig gepubliceerd in 2011 door Poppe, Tagaro & Bail.